# Dipartimento di Radom
Il dipartimento di Radom (in polacco: Departament radomski) fu un'unità di divisione amministrativa e di governo locale del Ducato di Varsavia dal 1809 al 1815.
La città capoluogo era Radom; il dipartimento era ulteriormente suddiviso in 10 distretti.
Nel 1815 il territorio del dipartimento fu trasformato nel voivodato di Sandomierz.